# Cross Team Legendre
 (décembre 2017).
Si vous disposez d'ouvrages ou d'articles de référence ou si vous connaissez des sites web de qualité traitant du thème abordé ici, merci de compléter l'article en donnant les références utiles à sa vérifiabilité et en les liant à la section « Notes et références ».
Cross Team Legendre
L'équipe cycliste Cross Team Legendre est une équipe cycliste française, spécialisée dans le cyclo-cross, créée par le coureur Steve Chainel. Elle portait le nom de Cross Team by G4 de 2015 à 2017 puis Team Chazal-Canyon jusqu'en 2020. En 2020, elle devient la première équipe de cyclo-cross PRO UCI en France. L'équipe disparaît à l'issue de la saison 2023.

## Histoire de l'équipe
Le Team Chazal-Canyon (anciennement appelé Cross Team by G4) voit le jour lors de la saison 2015-2016 de cyclo-cross et a été créé par l'ancien coureur professionnel Steve Chainel et sa compagne Lucie. L'équipe peut compter, depuis sa première saison, sur le soutien de la marque G4, propriété de Geoffroy Lequatre, elle peut également compter sur le soutien de la marque Chazal, de Canyon, partenaire vélos et, est l'équipementier de la structure UCI, et des casques Giro. L'une des ambitions de cette formation est de permettre aux coureurs français spécialisés dans le cyclo-cross de vivre de leur passion, comme cela se fait notamment en Belgique au sein de structures continentales, spécialisées dans le cyclo-cross.
En 2017, l'équipe obtient la dénomination d'équipe UCI, décerné aux plus grandes équipes spécialisées dans le cyclo-cross.
En août 2023, Steve Chainel annonce que l'équipe disparaîtra en fin d'année à la suite du retrait du sponsor Legendre.

## Team Chazal-Canyon en 2018-2019

### Effectif
| Cycliste        | Date de naissance | Nationalité | Équipe 2017        |  |
| --------------- | ----------------- | ----------- | ------------------ |  |
| Steve Chainel   | 6 septembre 1983  | France      | Team Chazal Canyon |  |
| Mickaël Crispin | 7 avril 1998      | France      | Team Chazal Canyon |  |
| Yan Gras        | 7 janvier 1996    | France      | Team Chazal Canyon |  |
| Antoine Benoist | 6 août 1999       | France      | Team Chazal Canyon |  |
| Eléonore Spatz  | 27 mai 1983       | France      |                    |  |